# Trío para violín, trompa y piano (Ligeti)

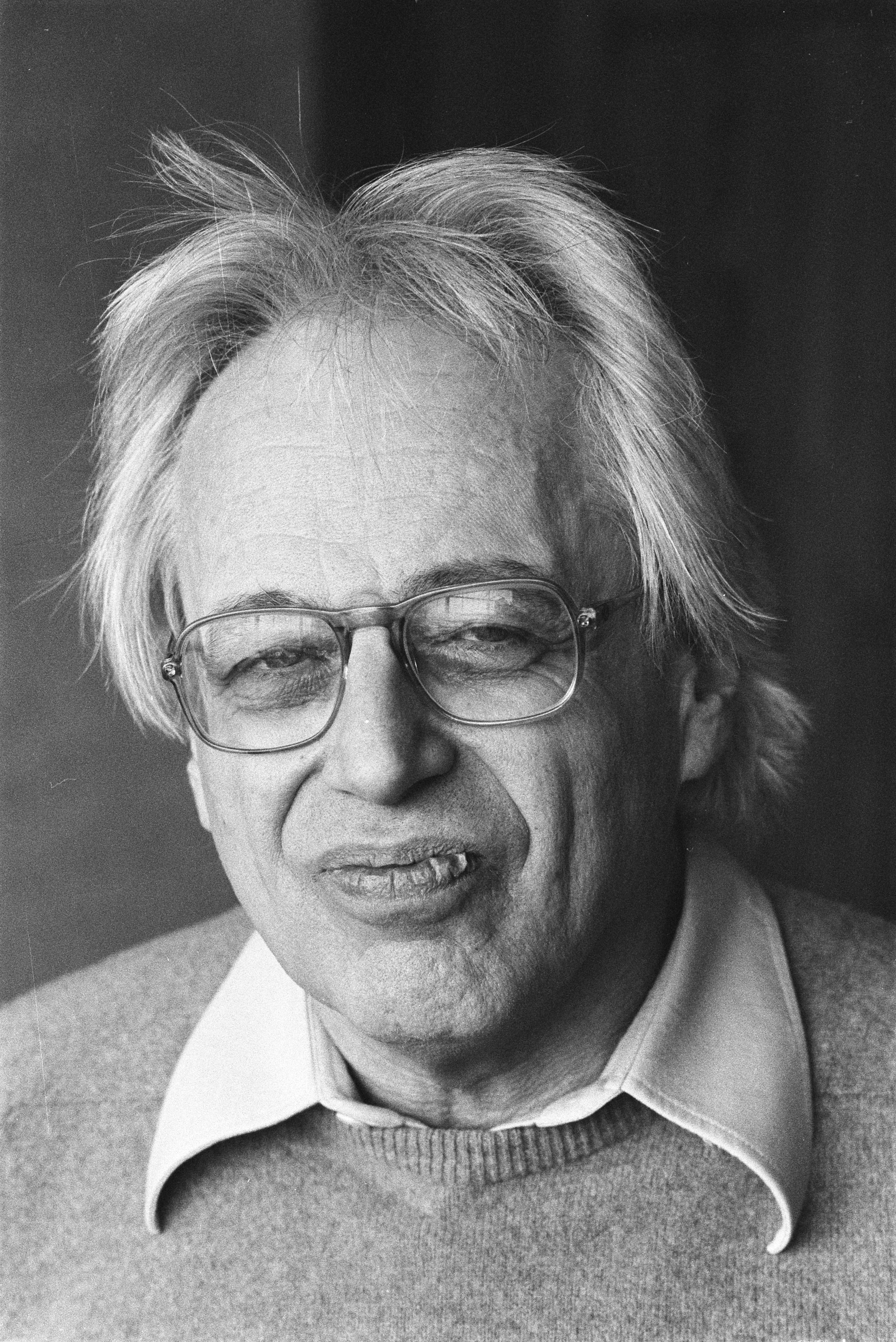
Compositor György Ligeti en 1982

El Trío para violín, trompa y piano es una obra del compositor del húngaro György Ligeti finalizada en 1982 y escrita como un homenaje a Johannes Brahms, quien compuso un trío para esta misma formación.

## Historia
El trío fue un punto de inflexión en la carrera de Ligeti. Se considera que es el momento crucial que abrió su "tercera vía", un estilo que Ligeti afirmó no ser moderno ni postmoderno.

## Análisis
El trío consta de cuatro movimientos:
1. Andante con tenerezza
2. Vivacissimo molto ritmico
3. Alla marcia
4. Lamento. Adagio

La obra explora el uso de las armonías mayores y menores evitando las reglas de la práctica común vigentes hasta el año 1900 aproximadamente. Además, también indaga en los ritmos asimétricos búlgaros en el segundo movimiento y el motivo lamento de Ligeti en el cuarto movimiento.
Los tres primeros movimientos están en forma ternaria (típico de las estructuras tradicionales). El último movimiento es un ejemplo de passacaglia utilizando como bajo un tema similar al del comienzo. Se ha señalado que el tema inicial del primer movimiento es una reminiscencia del tema inaugural de la Sonata para piano n.º 26, "Les Adieux" de Beethoven.
Una interpretación habitual de la obra dura aproximadamente 21 minutos.

### Grabaciones
- Grabación Horn Trio: Andantino con tenerezza – Helen Kim, violín; Robert Patterson, trompa; Adam Bowles, piano Luna Nova New Music Ensemble
- Grabación Horn Trio: Vivacissimo molto ritmico – Helen Kim, violín; Robert Patterson, trompa; Adam Bowles, piano Luna Nova New Music Ensemble
- Grabación Horn Trio: Alla Marcia – Helen Kim, violín; Robert Patterson, trompa; Adam Bowles, piano Luna Nova New Music Ensemble
- Grabación Horn Trio:  Lamento Adagio – Helen Kim, violín; Robert Patterson, trompa; Adam Bowles, piano Luna Nova New Music Ensemble

- Datos: Q3539391